# Launchy
Launchy (von englisch to launch für ‚starten‘) ist eine freie Software für Windows und Linux, die es ermöglicht, per Eingabezeile Webseiten, Verknüpfungen und Dateien aufzurufen. Hierzu wird die Eingabe auf entsprechende Übereinstimmungen mit der internen Datenbank und vorheriger Suchanfragen überprüft.
Launchy wird kostenlos unter der freien GNU GPL-Lizenz veröffentlicht.

## Funktionen
Es können unter anderem URL (sowohl Internetadressen als auch lokale Dateien, letztere mit automatischer Vervollständigung), Namen von Dateien, Verknüpfungen, Lesezeichen der Webbrowser Internet Explorer und Mozilla Firefox sowie einfache Berechnungen verarbeitet werden. Außerdem lassen sich Kürzel für Websites und Programme definieren, denen auch ein Parameter übergeben werden kann. Der Benutzer kann außerdem bestimmen, welche Dateitypen aus welchen Ordnern in die Datenbank aufgenommen werden. Das Programm läuft im Hintergrund und wird mittels einer Tastenkombination aufgerufen.
Das Programm ist durch zahlreiche Plug-ins und Skins erweiterbar.